# Limestone County (Alabama)
Das Limestone County ist ein County im Bundesstaat Alabama der Vereinigten Staaten. Der Verwaltungssitz (County Seat) ist Athens.

## Geographie
Das County liegt im äußersten Norden von Alabama, grenzt an Tennessee und hat eine Fläche von 1572 Quadratkilometern, wovon 101 Quadratkilometer Wasserfläche sind. Es grenzt im Uhrzeigersinn an folgende Countys: Madison County, Morgan County, Lawrence County und Lauderdale County.

## Geschichte
Das Limestone County wurde am 6. Februar 1818 gegründet. Benannt wurde es nach dem Limestone Creek, der hier durch das County fließt. Dieser erhielt seinen Namen wegen der lokalen Vorkommen an „Kalkstein“ (“limestone”).

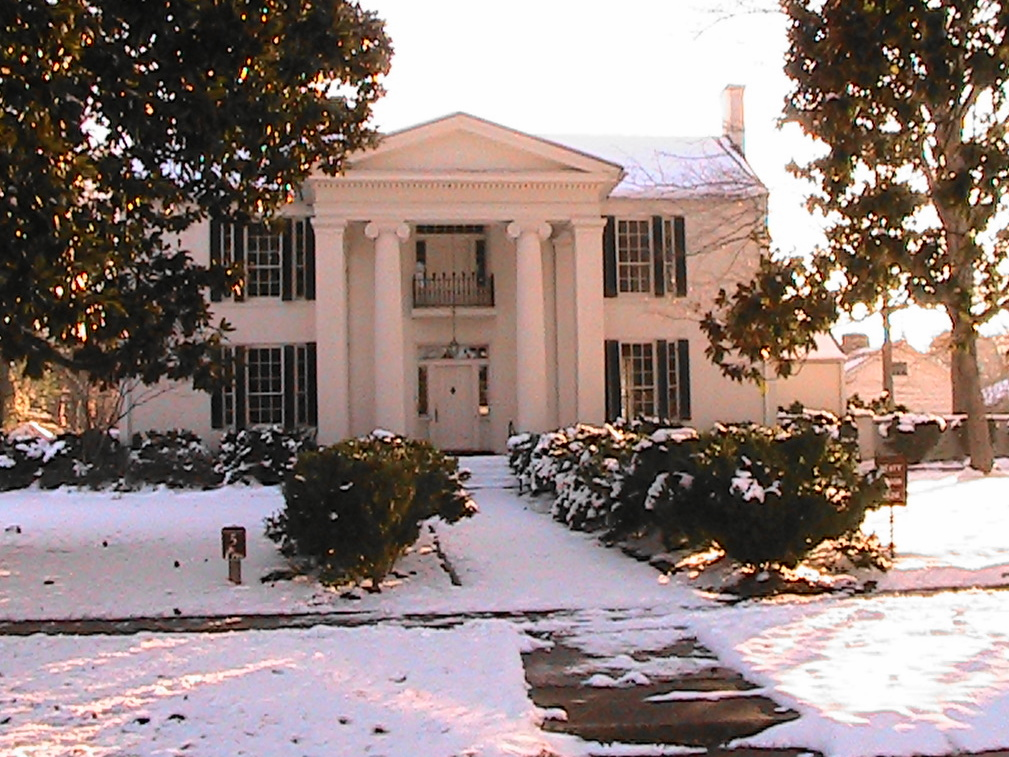
Im Robert Beaty Historic District (2010)

13 Bauwerke und Stätten im County sind im National Register of Historic Places (NRHP) eingetragen (Stand 3. April 2020), darunter der Athens Courthouse Square Commercial Historic District, die Plantage Belle Mina und der Robert Beaty Historic District.

## Demographische Daten
Nach der Volkszählung im Jahr 2000 lebten im Limestone County 65.676 Menschen. Davon wohnten 2.643 Personen in Sammelunterkünften, die anderen Einwohner lebten in 24.688 Haushalten und 18.219 Familien. Die Bevölkerungsdichte betrug 45 Einwohner pro Quadratkilometer. Ethnisch betrachtet setzte sich die Bevölkerung zusammen aus 83,79 Prozent Weißen, 13,33 Prozent Afroamerikanern, 0,46 Prozent amerikanischen Ureinwohnern, 0,35 Prozent Asiaten, 0,02 Prozent Bewohnern aus dem pazifischen Inselraum und 1,14 Prozent aus anderen ethnischen Gruppen; 0,91 Prozent stammten von zwei oder mehr Ethnien ab. 2,65 Prozent der Bevölkerung waren spanischer oder lateinamerikanischer Abstammung.
Von den 24.688 Haushalten hatten 34,8 Prozent Kinder und Jugendliche unter 18 Jahren, die bei ihnen lebten. In 60,0 Prozent lebten verheiratete, zusammen lebende Paare, 10,4 Prozent waren allein erziehende Mütter, 26,2 Prozent waren keine Familien, 23,4 Prozent aller Haushalte waren Singlehaushalte und in 8,9 Prozent lebten Menschen im Alter von 65 Jahren oder darüber. Die Durchschnittshaushaltsgröße betrug 2,55 und die durchschnittliche Familiengröße betrug 3,02 Personen.
24,9 Prozent der Bevölkerung waren unter 18 Jahre alt, 8,8 Prozent zwischen 18 und 24, 32,1 Prozent zwischen 25 und 44, 23,1 Prozent zwischen 45 und 64 und 11,1 Prozent waren 65 Jahre oder älter. Das Durchschnittsalter betrug 36 Jahre. Auf 100 weibliche Personen kamen 103,1 männliche Personen und auf Frauen im Alter von 18 Jahren und darüber kamen 101,8 Männer.
Das jährliche Durchschnittseinkommen eines Haushalts betrug 37.405 USD, das Durchschnittseinkommen einer Familie 45.146 USD. Männer hatten ein Durchschnittseinkommen von 35.743 USD, Frauen 23.389 USD. Das Prokopfeinkommen betrug 17.782 USD. 9,8 Prozent der Familien und 12,3 Prozent der Einwohner lebten unterhalb der Armutsgrenze.

## Städte und Gemeinden
- Alabama Fork
- Ardmore
- Athens
- Belle Mina
- Bethel
- Beulah Land
- Blackburn
- Bonneville
- Bonnie Doone
- Brookwood Forest
- Burgreen Gin
- Cairo
- Capshaw
- Carey
- Cartwright
- Cedar Grove
- Cedar Hill
- Center Hill
- Cherry Grove
- Country Club Acres
- Coxey
- Cross Key
- Decatur Junction
- Decatur 1
- East Hampton
- Elkmont
- Fairmount
- Fairview
- French Mill
- Gipsy
- Good Springs
- Gourdsville
- Greenbrier
- Hannah
- Harris Station
- Hays Mill
- Holland Gin
- Huntsville 2
- Irvington
- Jones Crossroads
- Lakewood
- Lawngate
- Lawson
- Leggtown
- Lentzville
- Lester
- Locke Crossroads
- Madison 2
- Mooresville
- Morris Crossroads
- Mount Rozell
- Murphree Place
- New Hope
- Oak Grove
- Oakdale Acres
- Oakdale
- Oakland
- O’Neal
- Orrville
- Parker
- Peets Corner
- Persimmon Grove
- Pettusville
- Pine Dale
- Pinedale Acres
- Piney Chapel
- Pisgah
- Poplar Creek
- Reid
- Ridgway Mill
- Ripley
- Salem
- Sardis Springs
- Scarce Grease
- Shanghai
- Spencer Store
- Swancott
- Tanner Crossroads
- Tanner
- Thach
- Union Hill
- Veto
- Wigginsville
- Woodfin Mill

1 zum Teil im Morgan County;
2 zum Teil im Madison County